# Нильссон-Бреннстрем, Мони
Мони Нильссон-Бреннстрем (швед. Moni Helena Nilsson Brännström; род. 24 февраля 1955 или 3 июня 1955, Стокгольм) — шведская писательница. Известна как автор книг о мальчике по имени Цацики.

## Биография
Родилась 24 февраля 1955 года в Бандхагене, но её детство прошло на Кунгсхольмене, Стокгольм. Нильссон-Бреннстрем автор пяти книг о мальчике по имени Цацики, эти произведения были переведены на 20 языков. По мотивам книг о Цацики снято три фильма «Tsatsiki, morsan och polisen» 1999 года, «Tsatsiki – vänner för alltid» 2001 года и «Tsatsiki, farsan och olivkriget» 2015 года. Ранее была членом Шведской академии детской литературы. Одна из организаторов создания Дома культуры для молодежи Palatset в Стокгольме. В Польше её книги издаются издательством Wydawnictwo Zakamarki.

## Книги
- 1977 — Villa 78
- 1983 — Bartolomeus och spöket (иллюстратор: Пия Линденбаум[англ.])
- 1995 — Tsatsiki och morsan (иллюстратор: Пия Линденбаум)
- 1996 — Tsatsiki och farsan (иллюстратор: Пия Линденбаум)
- 1997 — Bara Tsatsiki (иллюстратор: Пия Линденбаум)
- 1998 — Sejtes skatt (Фэнтези)
- 1998 — Riddarpojken (совместно с Боэлем Вернером)
- 1999 — Tsatsiki och kärleken (иллюстратор: Пия Линденбаум)
- 2001 — Tsatsiki och Retzina (иллюстратор: Пия Линденбаум)
- 2001 — Klassresan
- 2002 — Smått och gott med Samuel Svensson (иллюстратор: Киран Майни Герхандссон)
- 2003 — Malin + Rasmus = sant: en fristående fortsättning på Klassresan
- 2005 — Salmiak och Spocke (иллюстратор: Лизен Адбоге)
- 2006 — Salmiak och Hedda: det femte hålet (иллюстратор: Лизен Адбоге)
- 2007 — Hoppet: Jumpin' Jack Az[10]

## Награды
- 1997, 1999, 2001 и 2003 — Книжное жюри[швед.];
- 1998; Мемориальная доска Нильса Хольгерссона[англ.];
- 1999 — BMF Plaque;
- 1999 — Wettergrens barnbokollon[норв.];
- 2000 — BMF-plaketten[швед.];
- 2010 — Премия Астрид Линдгрен[англ.][11][12][13].